# 硬脂酸钠
硬脂酸钠，示性式爲{\displaystyle {\ce {C17H35COONa}}}（或{\displaystyle {\ce {C17H35COO- Na+}}}）。其中的{\displaystyle {\ce {C17H35}}}官能團為親油基，{\displaystyle {\ce {COO- Na+}}}官能團為親水基。

## 性质

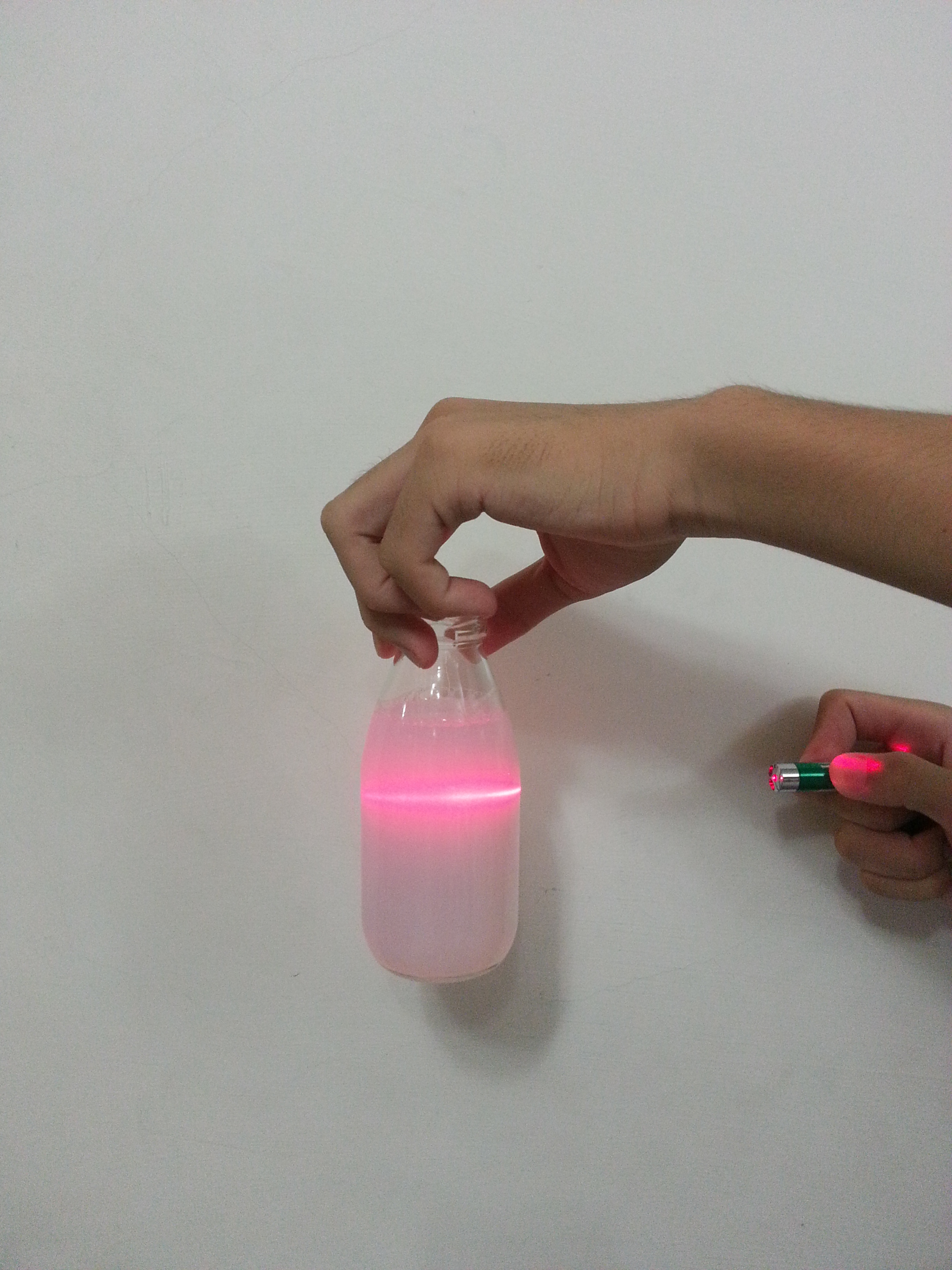
硬脂酸膠體的廷得耳效應

白色细微粉末或块状固体，有滑腻感，有脂肪味，在空气中有吸水性。微溶于冷水，溶于热水或醇溶液。其水溶液會水解出硬脂酸膠體，所以呈碱性。不能在含有電解質的硬水或食鹽水中使用，會使硬脂酸膠體聚沉。

## 制备
由熔融的硬脂酸与氢氧化钠水溶液於65°C、pH＝8.0～8.5的条件下反应两小时而得。
{\displaystyle \ C_{17}H_{35}COOH+NaOH\rightarrow C_{17}H_{35}COONa+H_{2}O}

## 用途
硬脂酸钠是肥皂的重要组成部分，有优良的乳化、渗透和去污力。此外，硬脂酸钠也作洗涤剂、乳化剂、分散剂、腐蚀抑制剂、粘合剂和硬脂酸的各种金属盐类的制备原料等。